# Always You
「Always You」（オールウェイズ・ユー）は、2008年6月26日にリリースした田原俊彦のDVDシングル。

## 背景、音楽性
田原自身初のDVDシングルとして発売され、ライブ会場の購入特典である「Always You (short version)」を除き、スタジオバージョンでのCDの発売は無かったが、2010年のベスト・アルバム『30th Anniversary BEST』で初CD化された。
3曲目の「Self Cover Medley From 愛をMOTTO+MS005」は、前年に発売されたアルバム『♥'MOTTO+MS005』に収録されている再録音5曲のメドレーとなっている。

## リリース
2008年6月26日に、JVCエンタテインメントから発売された。

## 収録曲
| #  | タイトル                                   | 作詞    | 作曲   | 編曲          |
| -- | ------------------------------------------ | ------- | ------ | ------------- |
| 1. | 「Always You」                             | ma-saya | 原田篤 | Shige Kawagoe |
| 2. | 「Always You 〜Making〜」                  |         |        |               |
| 3. | 「Self Cover Medley From 愛をMOTTO+MS005」 |         |        |               |